# Couleurs nationales du Canada

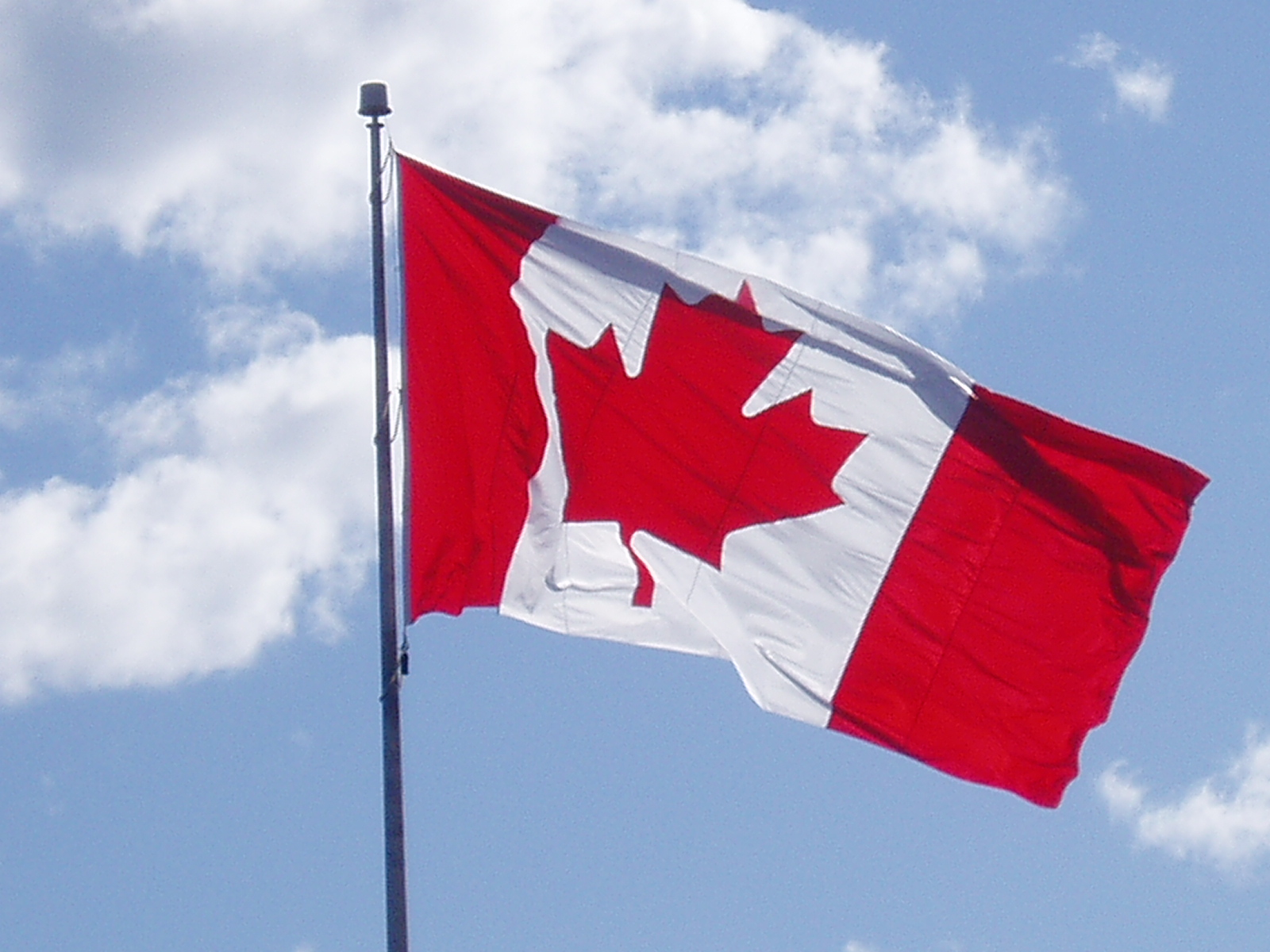
Drapeau du Canada

Les couleurs nationales du Canada sont le rouge et le blanc. Elles furent officiellement établies par le roi George V en 1921 et sont le plus mis en évidence sur le drapeau national du pays. Le rouge est symbolique de l'Angleterre à travers la croix de saint Georges et le blanc de l'emblème royal français depuis Charles VII.
En revanche, en sport automobile, le vert britannique et le blanc furent attribués officiellement aux écuries canadiennes (la première : l'écurie Stebro en 1963). 

## Galerie

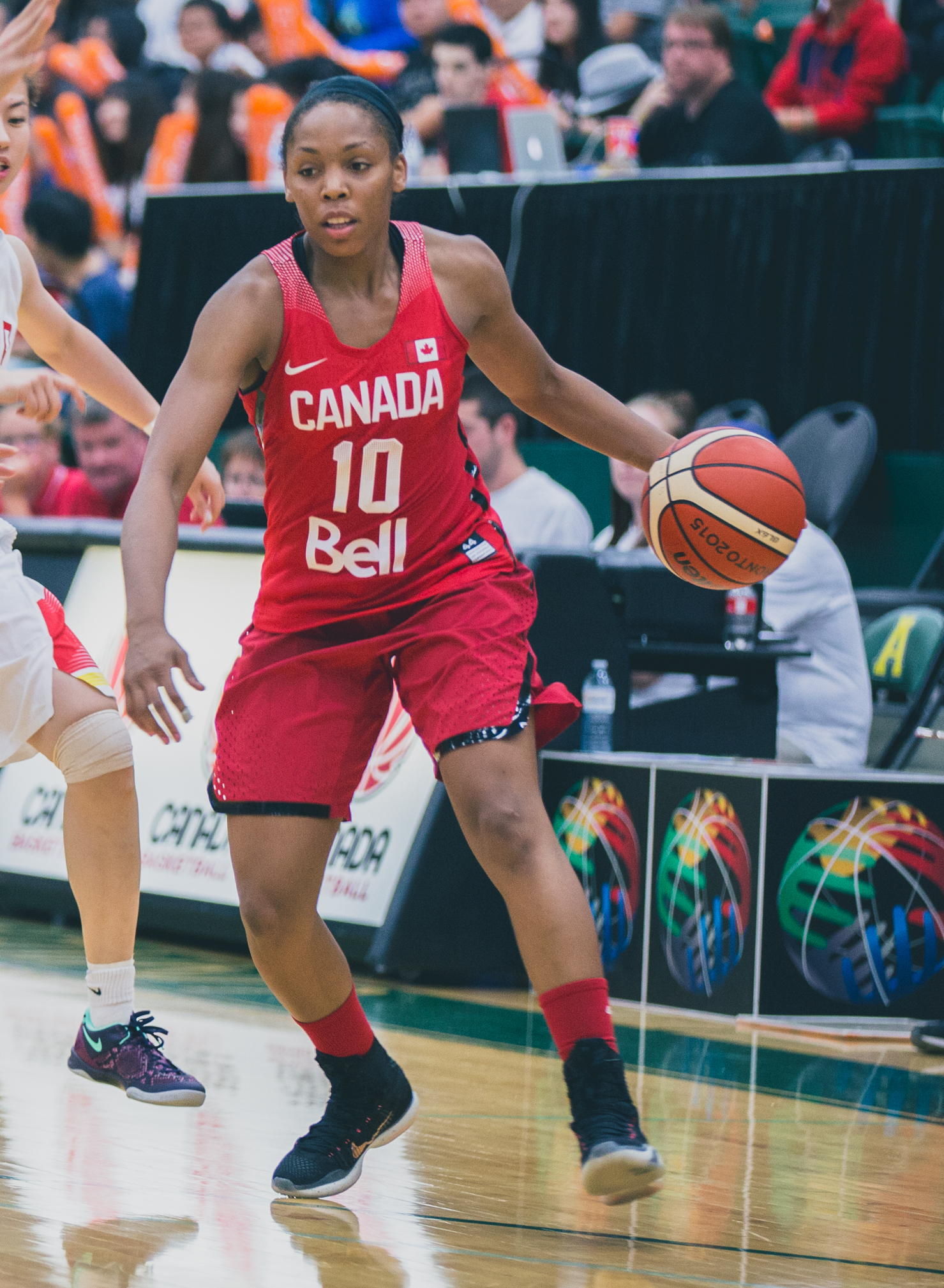
Basket-ball (Nirra Fields).
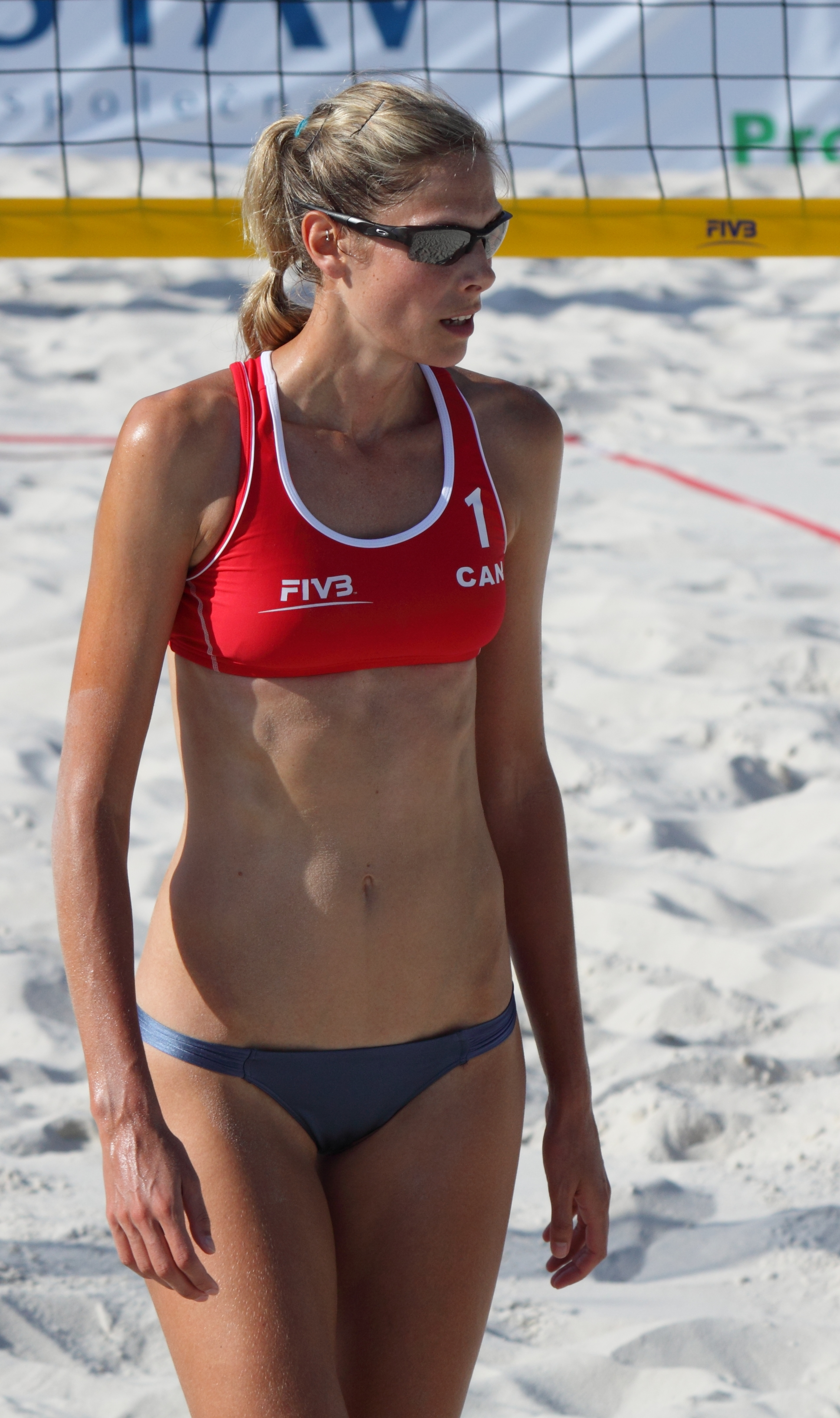
Beach-volley (Sarah Pavan).
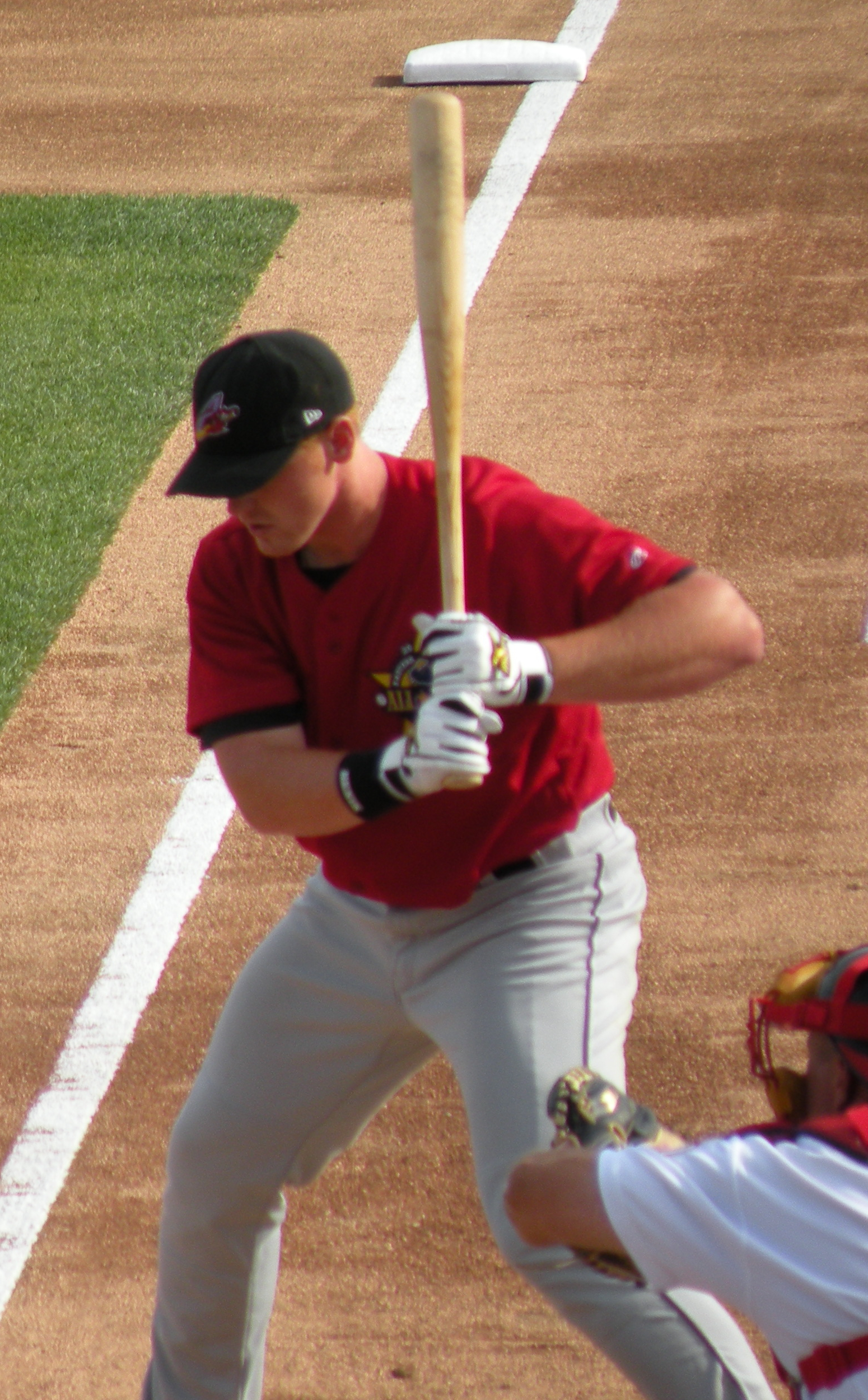
Baseball (Nick Weglarz).
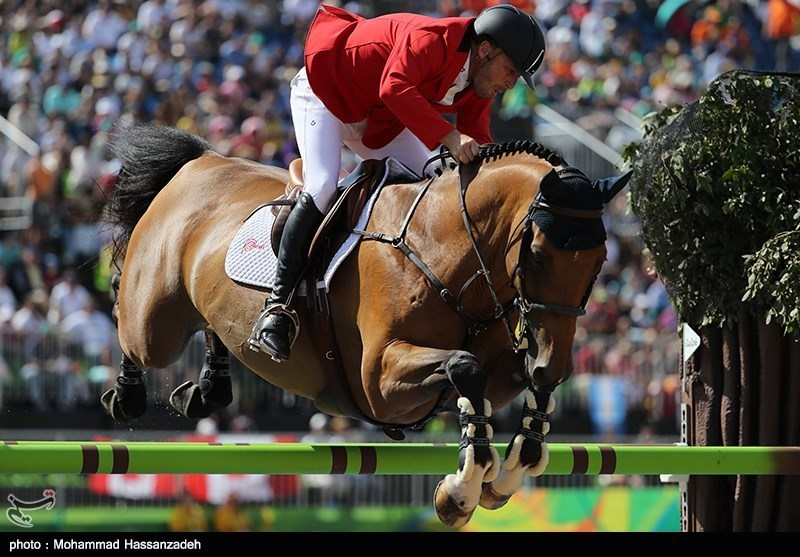
Equitation.
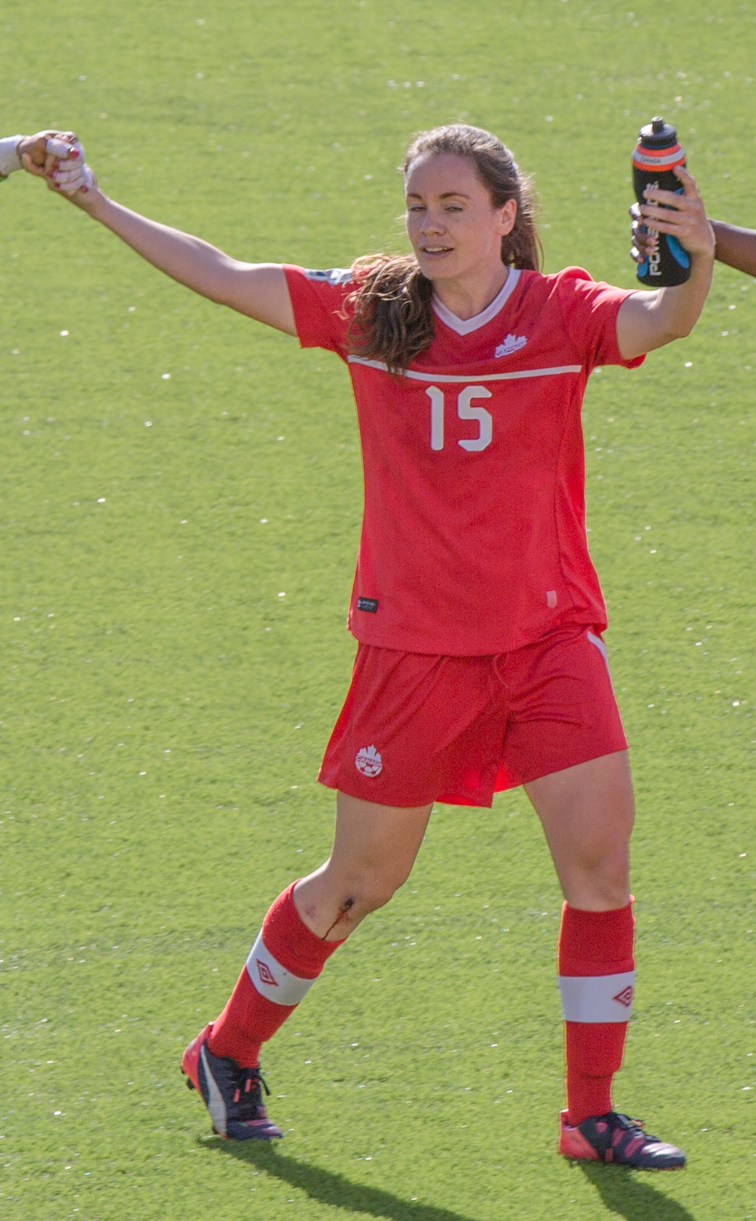
Football (Allysha Chapman).
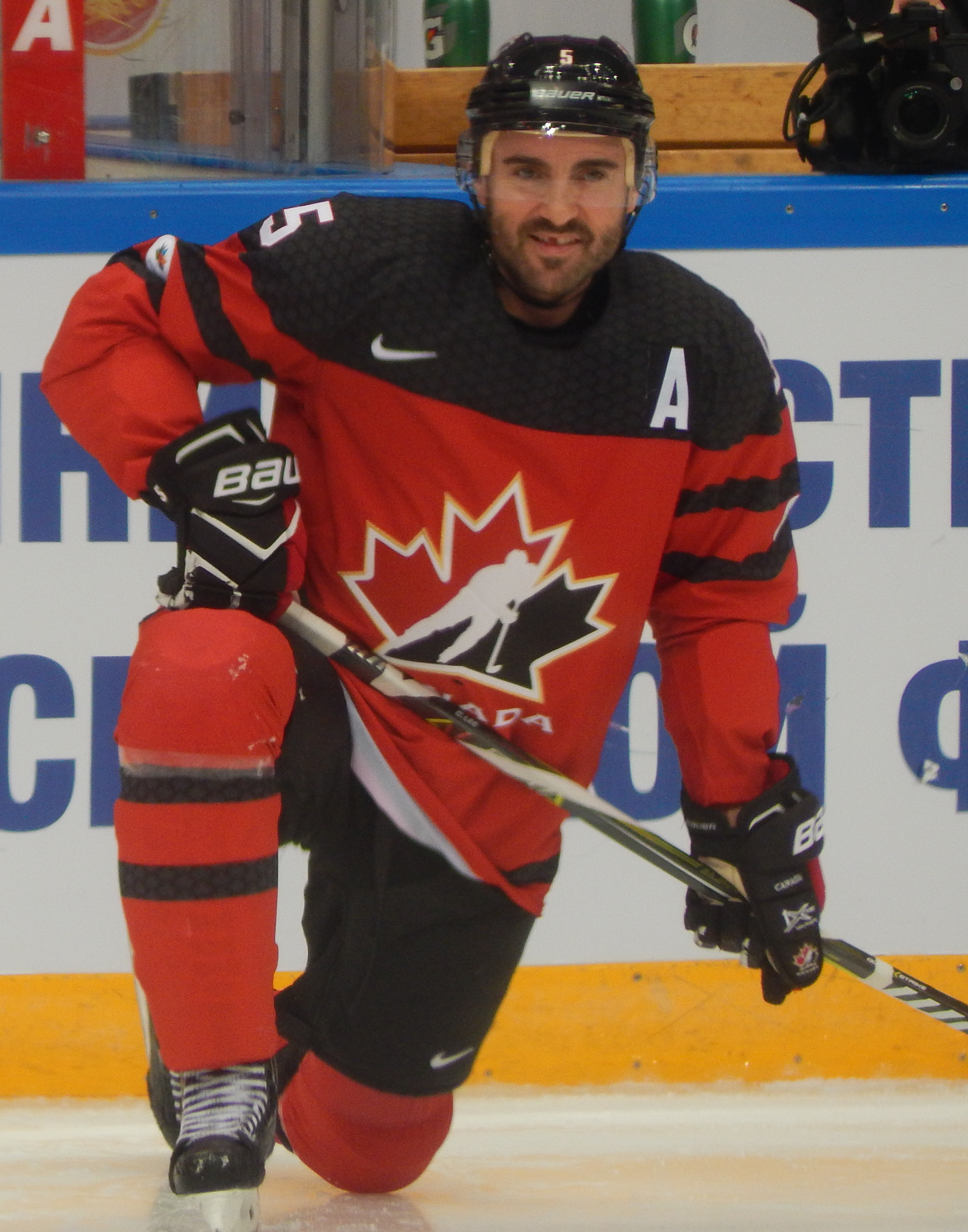
Hockey sur glace (Chris Lee).
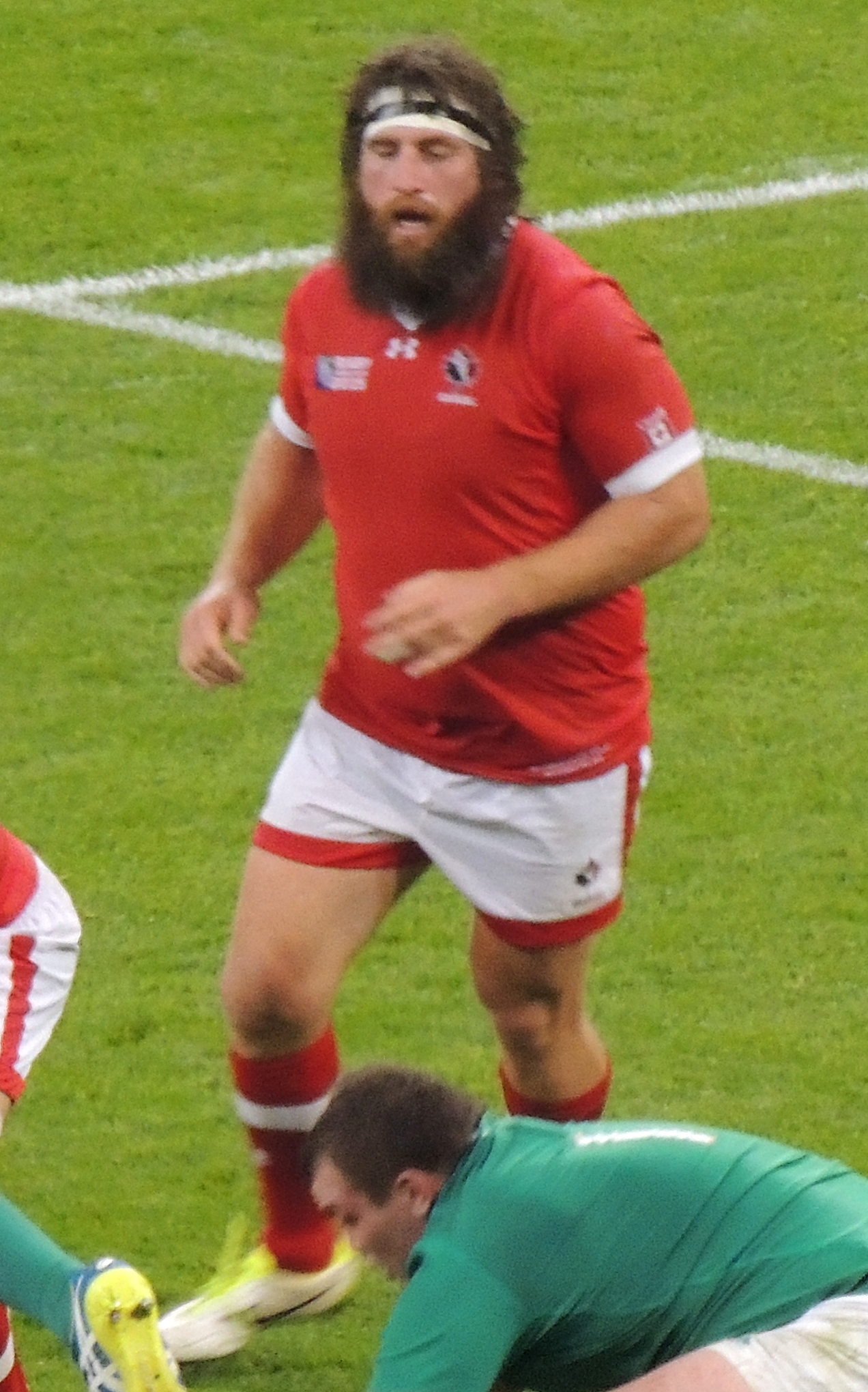
Rugby à XV (Hubert Buydens).
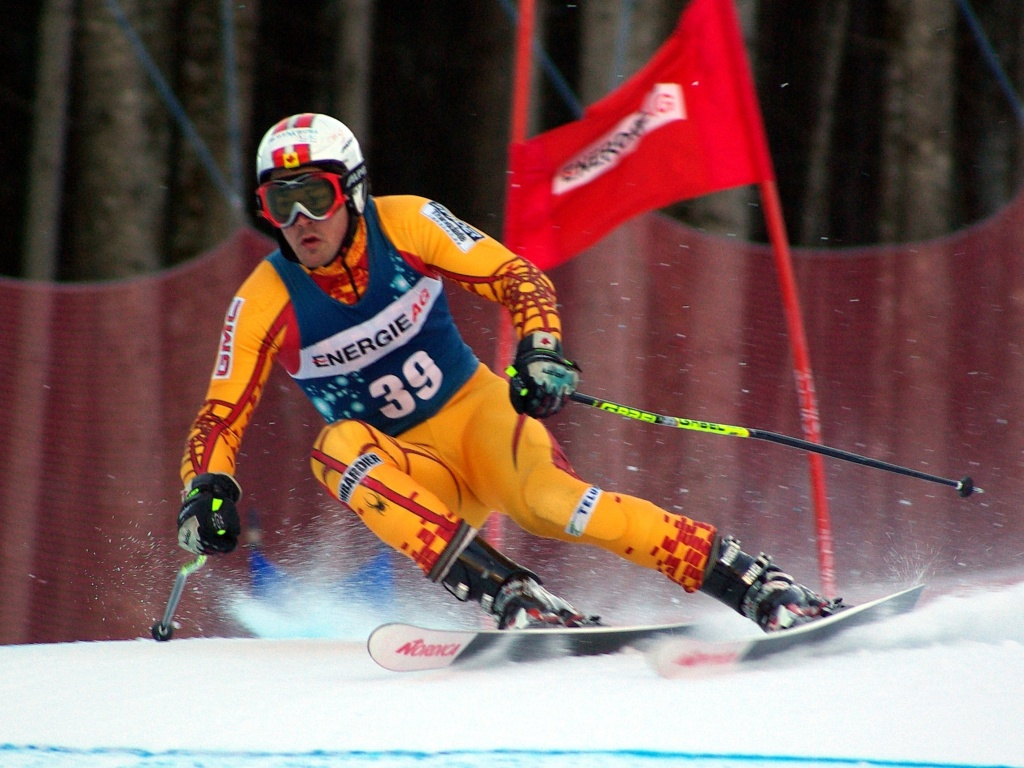
Ski alpin (Scott Barrett).
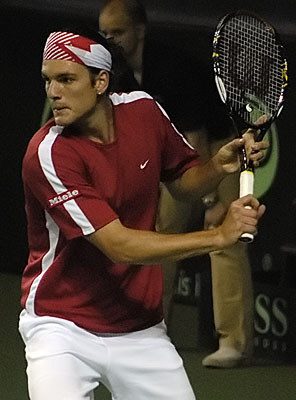
Tennis (Frank Dancevic).
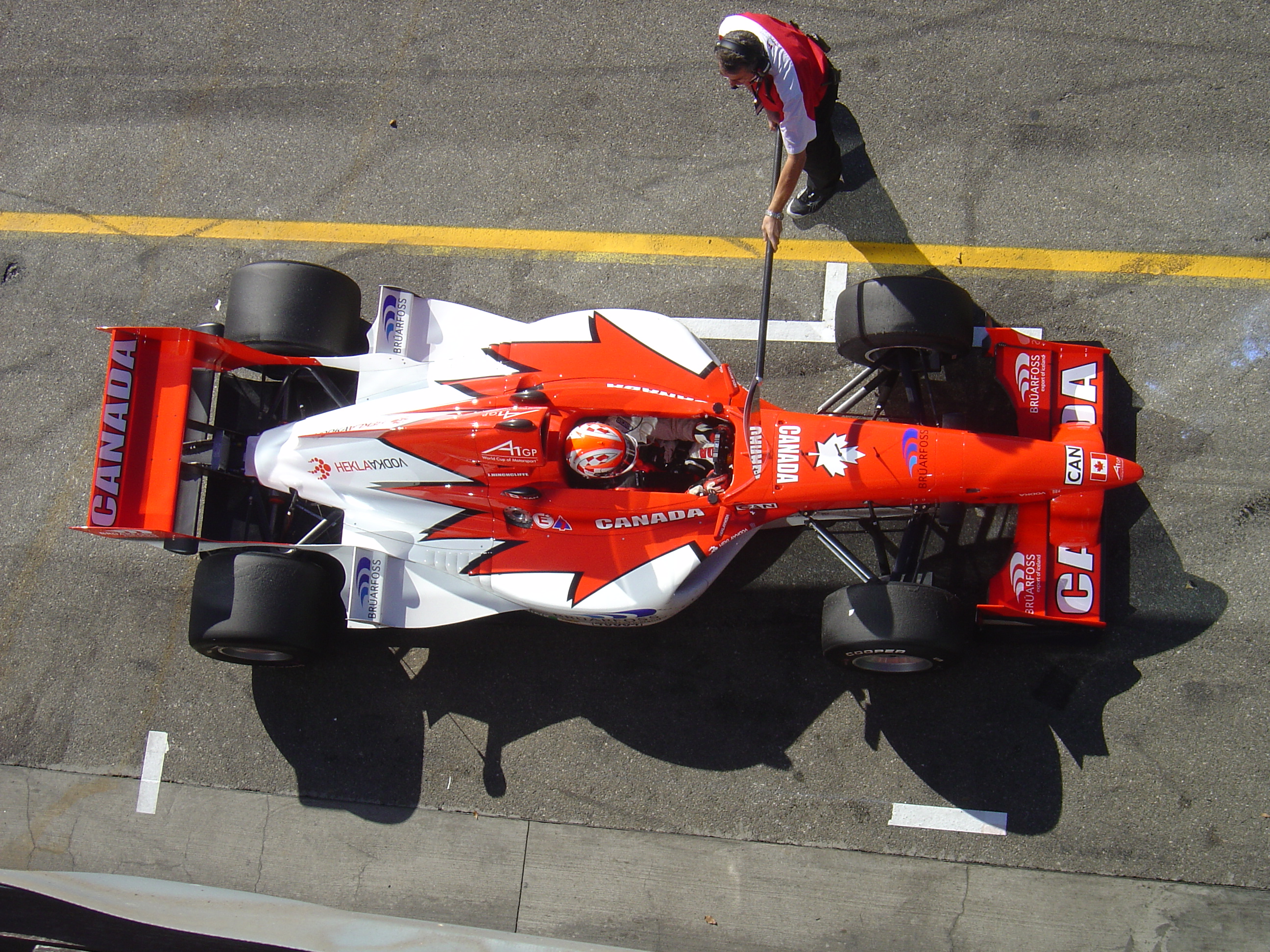
A1GP (James Hinchcliffe).